# Municipio de West Saline
El municipio de West Saline (en inglés: West Saline Township) es un municipio ubicado en el condado de Sheridan en el estado estadounidense de Kansas. En el año 2010 tenía una población de 63 habitantes y una densidad poblacional de 0,34 personas por km².

## Geografía
El municipio de West Saline se encuentra ubicado en las coordenadas 39°13′33″N 100°20′24″O / 39.22583, -100.34000. Según la Oficina del Censo de los Estados Unidos, el municipio tiene una superficie total de 185.62 km², de la cual 185,58 km² corresponden a tierra firme y (0,02 %) 0,04 km² es agua.

## Demografía
Según el censo de 2010, había 63 personas residiendo en el municipio de West Saline. La densidad de población era de 0,34 hab./km². De los 63 habitantes, el municipio de West Saline estaba compuesto por el 95,24 % blancos, el 3,17 % eran afroamericanos, el 1,59 % eran asiáticos. Del total de la población el 0 % eran hispanos o latinos de cualquier raza.